# Apotolamprus sinuatotibialis
Apotolamprus sinuatotibialis är en skalbaggsart som beskrevs av Olivier Montreuil 2008. Apotolamprus sinuatotibialis ingår i släktet Apotolamprus och familjen bladhorningar. Inga underarter finns listade i Catalogue of Life.